# Rolland Romero

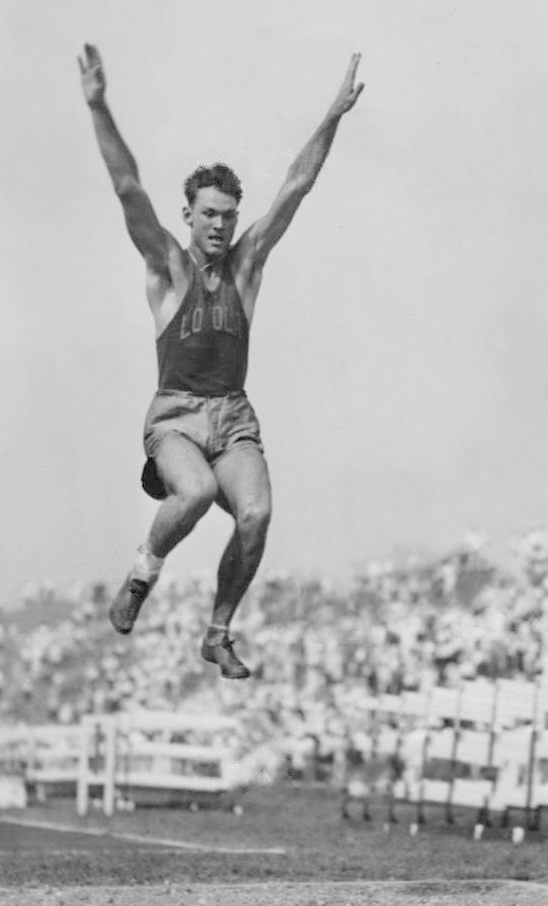
Rolland Romero bei den US-Ausscheidungskämpfen für Olympia 1936

Rolland Lee Romero (* 21. August 1914 in Welsh, Louisiana; † 25. November 1975 ebenda) war ein US-amerikanischer Dreispringer.
Bei den Olympischen Spielen wurde er 1932 in Los Angeles Achter und 1936 in Berlin Fünfter.
1935 wurde er US-Meister. Seine persönliche Bestleistung von 15,46 m stellte er am 5. Juni 1936 in Houston auf.